# Origins (álbum de God Is an Astronaut)
Origins es el sexto álbum de estudio de la banda irlandesa de post-rock, God Is an Astronaut, fue lanzado el 16 de septiembre de 2013.

## Lista de canciones
| N.º | Título                  | Duración |  |
| 1.  | «The Last March»        | 4:44     |  |
| 2.  | «Calistoga»             | 4:30     |  |
| 3.  | «Reverse World»         | 5:10     |  |
| 4.  | «Transmissions»         | 4:03     |  |
| 5.  | «Weightless»            | 4:12     |  |
| 6.  | «Exit Dream»            | 3:31     |  |
| 7.  | «Signal Rays»           | 4:07     |  |
| 8.  | «Autumn Song»           | 3:47     |  |
| 9.  | «Spiral Code»           | 4:13     |  |
| 10. | «Strange Steps»         | 4:55     |  |
| 11. | «Red Moon Lagoon»       | 4:45     |  |
| 12. | «Light Years from Home» | 5:08     |  |

## Formación

### Banda
- Torsten Kinsella - voz, guitarra, teclado, programación
- Niels Kinsella - bajo, guitarra, teclado
- Lloyd Hanney - batería